# Malacologia

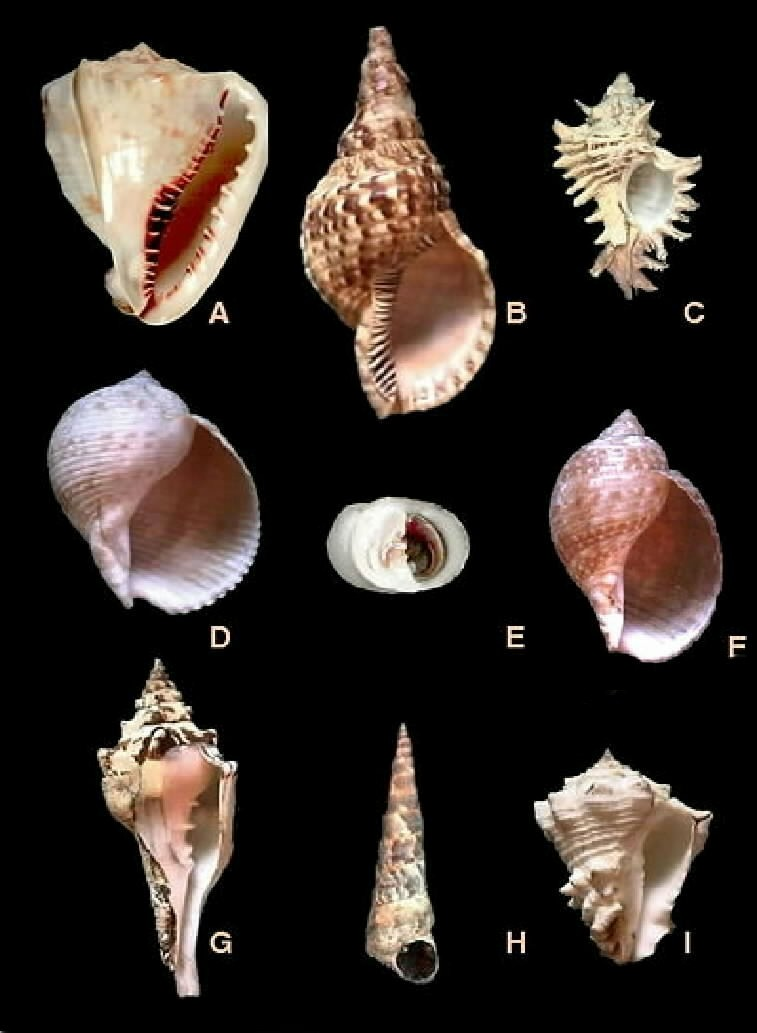

Malacologia, do grego antigo μαλακός (malakós), que significa mole, e λόγος (lógos), que significa estudo, é o ramo da biologia que estuda os moluscos. Os estudos malacológicos incluem a taxonomia, a fisiologia e a ecologia destes animais.

## Função da malacologia
Uma das razões para estes estudos é que algumas espécies de caramujos, como o Achatina fulica, são hospedeiros de parasitas humanos (neste caso, o Angiostrongylus costaricensis, endémico das Américas e causador da angiostrongilose abdominal).
Outras espécies, como muitos cefalópodes (chocos, lulas e polvos), ou o escargot, Helix aspersa, têm importância econômica e nutricional, sendo objetos de pesca ou de cultivo.